# Lepidopora sarmentosa
Lepidopora sarmentosa is een hydroïdpoliep uit de familie Stylasteridae. De poliep komt uit het geslacht Lepidopora. Lepidopora sarmentosa werd in 1968 voor het eerst wetenschappelijk beschreven door Boschma. 